# Maël-Pestivien (wielerwedstrijd)
Maël-Pestivien was een eendagswielerwedstrijd die op Franse bodem werd verreden in en rond de gelijknamige gemeente. De eerste editie vond plaats in 1958. Enkele bekende winnaars van deze wedstrijd zijn Jacques Anquetil, Bernard Hinault en Laurent Fignon. Er wonnen twee Belgen deze wedstrijd; Victor Van Schil in 1963 en Michel Pollentier in 1979. De Nederlands voormalig Tourwinnaars Jan Janssen en Joop Zoetemelk grepen allebei net naast de winst; ze werden respectievelijk in 1968 en 1975 tweede.
In 1967 werd de wedstrijd voor het eerst sinds de oprichting helemaal niet verreden. Tussen 1971 en 1973 vond de wedstrijd enkel bij de amateurs plaats; in 1971 was er ook een vrouweneditie.

## Lijst van winnaars

### Meervoudige winnaars
| Overwinningen | Renner          | Land      | Jaren            |
| ------------- | --------------- | --------- | ---------------- |
| 3             | Félix Lebuhotel | Frankrijk | 1959, 1960, 1965 |
| 2             | Jean Bourlès    | Frankrijk | 1958, 1964       |
| 2             | Bernard Hinault | Frankrijk | 1978, 1980       |

### Overwinningen per land
| Overwinningen | Land      |
| ------------- | --------- |
| 21            | Frankrijk |
| 2             | België    |
| 1             | Spanje    |